# L-9202 de Talgo
La L-9202, Trav-ca, 130-901 con su prototipo inicial Virgen del Buen Camino de Talgo, es una locomotora eléctrica de tecnología novedosa, con ejes de ancho variable fabricada íntegramente por Talgo. Es además una locomotora preparada para alta velocidad, por lo que es multitensión, pudiendo soportar incluso 3 o 4 tensiones diferentes para poder circular por toda Europa. Los sistemas de seguridad que tienen son ASFA y LZB pero tiene premontados otros sistemas como el ERTMS europeo o EBICAB. La velocidad máxima por línea convencional inicialmente es de 220 km/h y 260 km/h en LAV.
Fabricada por Talgo e Ingeteam desde el año 2005, ha servido de base para las locomotoras de la Serie 130 de Renfe, aunque estos trenes de alta velocidad finalmente llevan locomotoras de Talgo-Bombardier. Esta locomotora también ha sido estudiada como solución en países como España o Rusia debido a la capacidad de interoperabilidad con diferentes tipos de vías, tensiones y sistemas de señalización.